# Gare de Borodianka
La gare de Borodianka (en ukrainien : Бородянка (станція), est une gare ferroviaire à Borodianka en Ukraine.

## Situation ferroviaire
Elle est exploitée par le réseau Pivdenno-Zakhidna zaliznytsia.

## Histoire
Elle fut ouverte en 1902 sur la ligne Kiev/Kovel, elle est électrifiée en 1968.

## Service des voyageurs

### Accueil

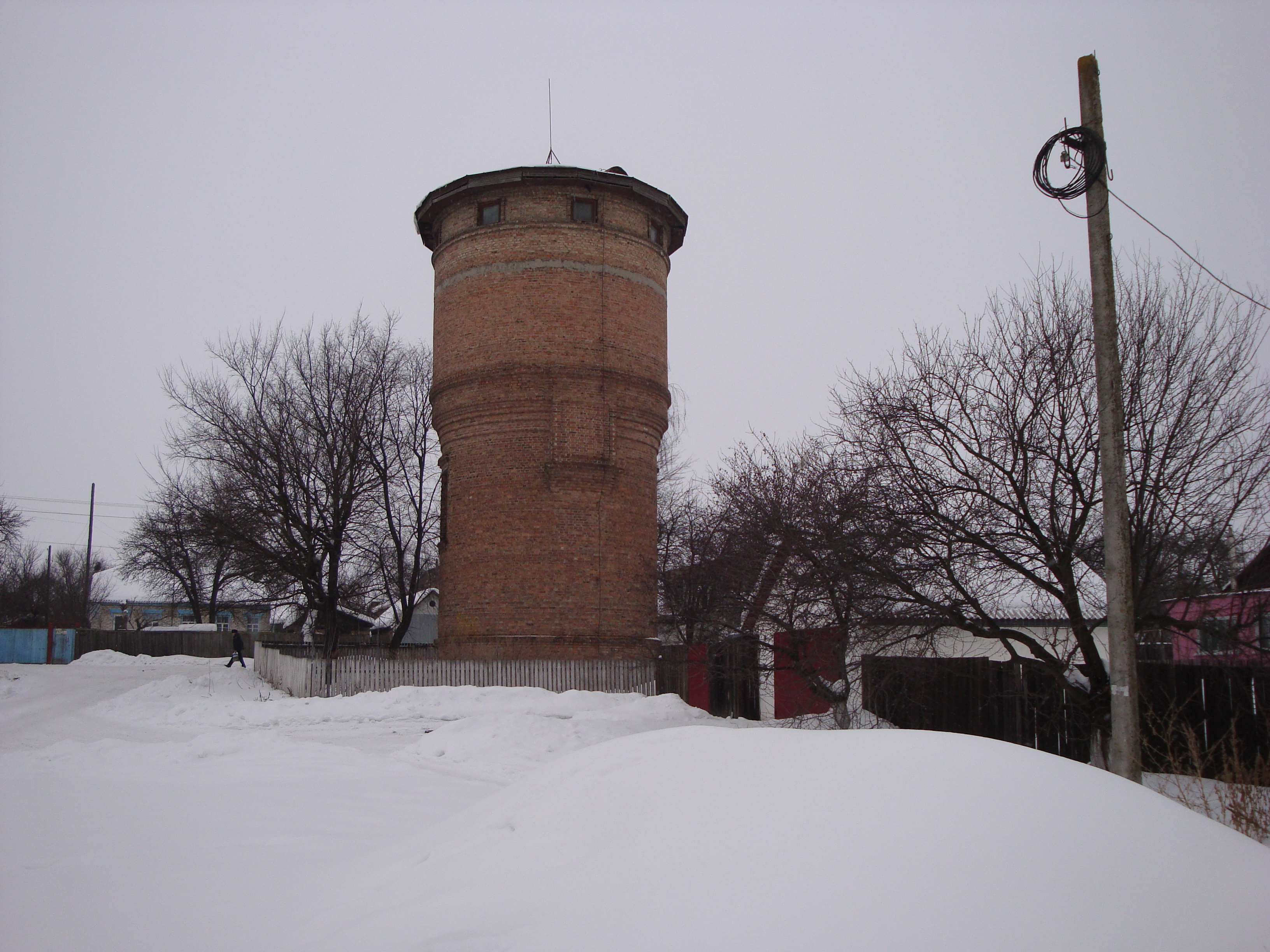
Son château d'eau,
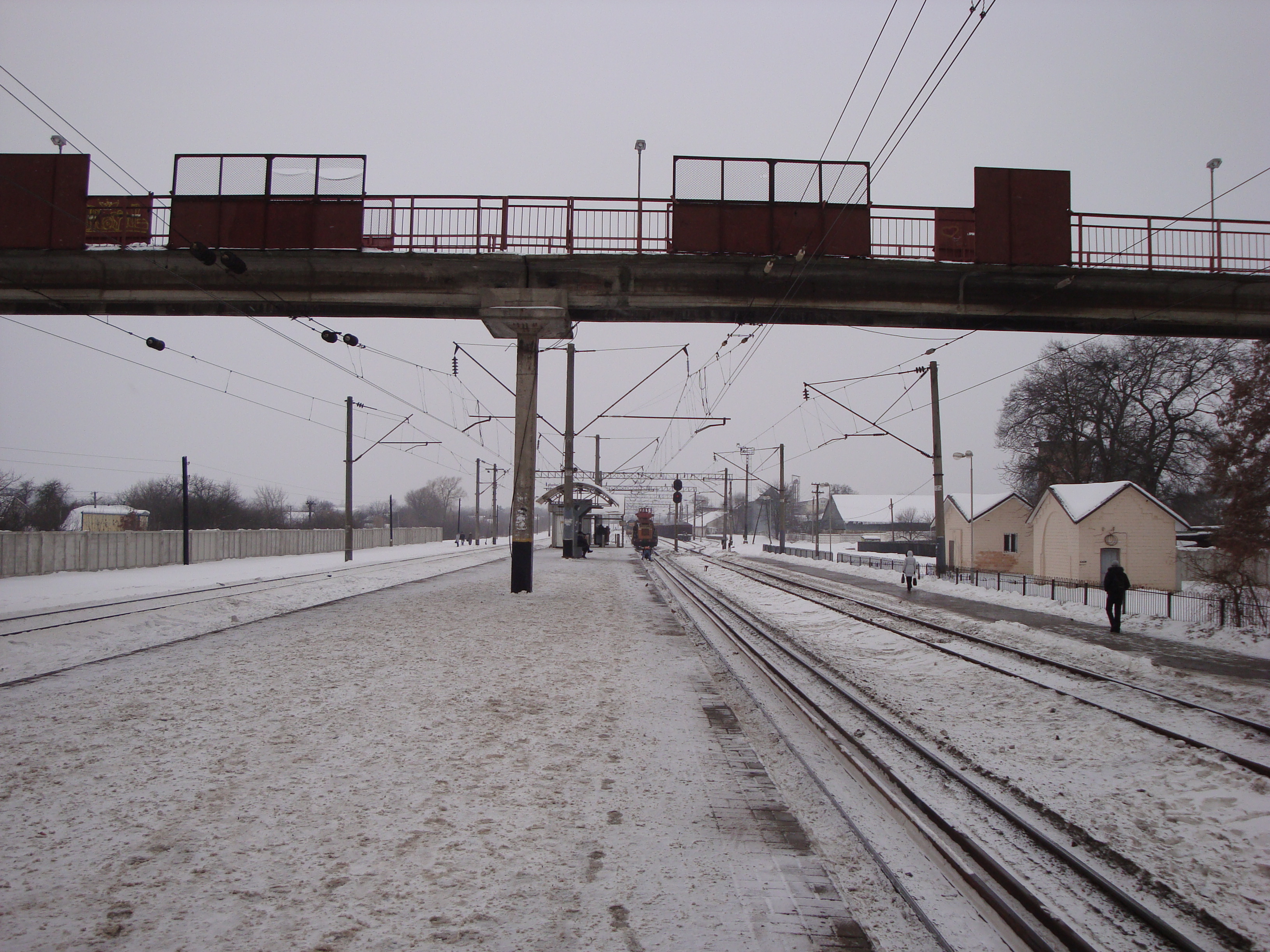
passage au-dessus des voies,
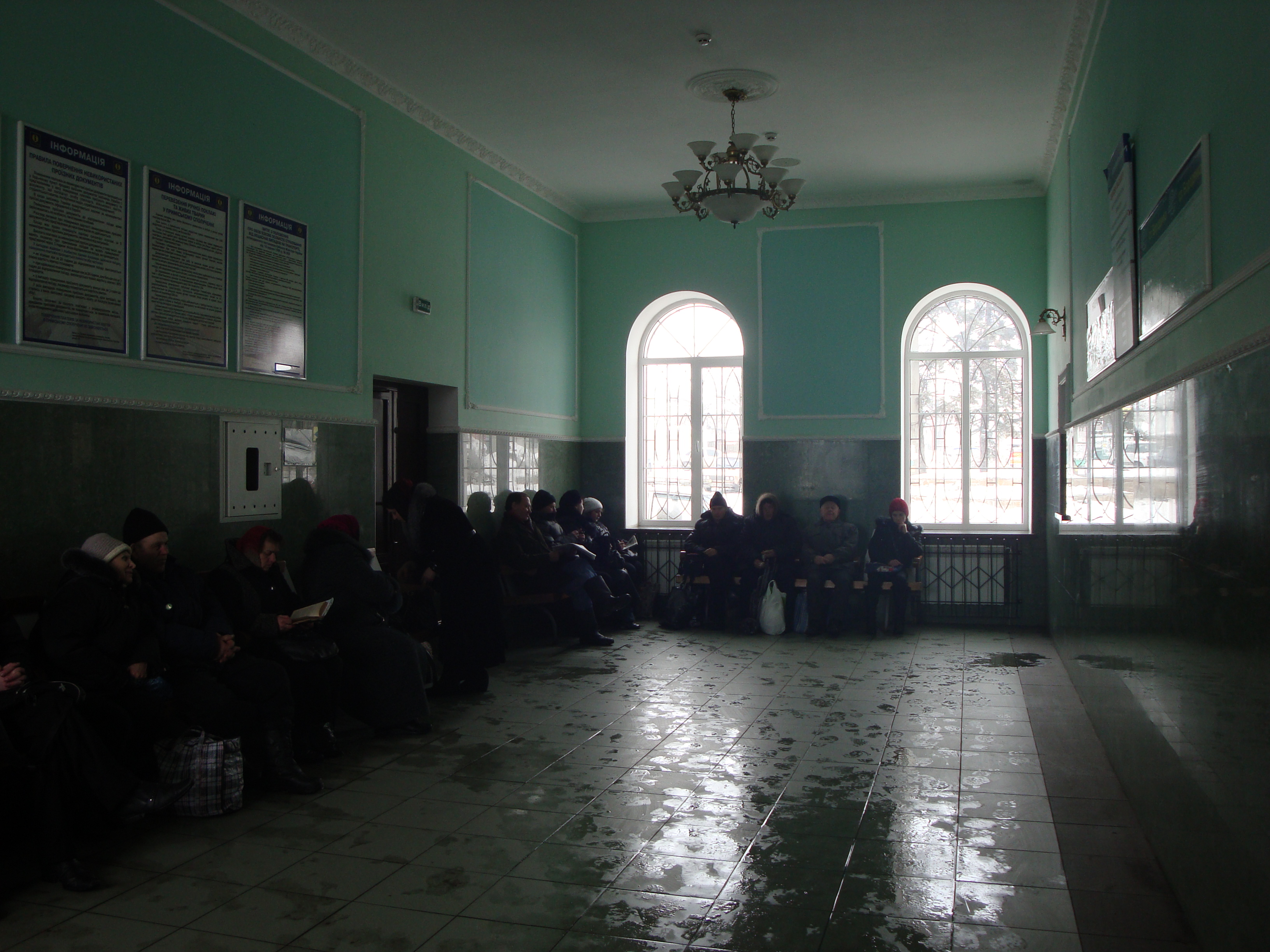
halle passagers.